# 2547 Hubei
2547 Hubei eller 1964 TC2 är en asteroid i huvudbältet som upptäcktes den 9 oktober 1964 av Purple Mountain-observatoriet i Nanjing, Kina. Den är uppkallad efter den kinesiska provinsen Hubei.
Den tillhör asteroidgruppen Vesta.